# 吉田兼見
吉田 兼見（よしだ かねみ）は、戦国時代から江戸時代初期にかけての公卿・神道家。京都吉田神社神主。吉田神道宗家・吉田家9代当主・卜部氏25代。『兼見卿記』（かねみきょうき）の著者としても知られる。

## 生涯
天文4年（1535年）、神祇大副兼右兵衛督・吉田兼右の子として誕生。細川幽斎の従兄弟にあたる。
元亀元年（1570年）、家督を継ぎ吉田神道の継承者となった。初名は兼和であったが、後陽成天皇の諱（和仁）を避けて天正14年（1586年）に兼見に改名した。
足利義昭、織田信長、明智光秀、豊臣秀吉、細川幽斎などと交友関係は広く、信長の推挙により堂上家（家格は半家、卜部氏）の家格を獲得した。
慶長15年（1610年）、薨去。

## 人物・評価
- 元亀4年（1573年）、足利義昭への威嚇のため、信長が上京焼き討ちをする前に庶民から悪い噂が市中に流れる事を恐れ、4月1日に織田信忠の陣見舞いに知恩院に行った時、信長に呼び出され朝廷や庶民の将軍・義昭の評判を尋ねられて、「天皇や公家や庶民にも評判が悪い」と答えて満足されている[1]。
- 本能寺の変後に光秀へ2回勅使となり、その礼として光秀から銀50枚をもらい、他にも2回会った[2]。
『兼見卿記』によると山崎の戦い後の6月14日、織田信孝の使者を名乗る津田越前入道が兼見のもとを訪れ、「朝廷と五山その外に銀子を与えたのは怪しからんことだと信孝が怒り陣所でも取りざたされている」と抗議した。兼見は釈明したが津田は納得せず帰る。兼見は参内して誠仁親王にとりなしを依頼し、親王は柳原淳光を信孝のもとへ遣わした。兼見は秀吉の京都奉行・桑原貞也にもとりなしを申し入れるが京中で類件が頻発していると説明される。信孝の元へ向かった柳原敦光は不在のため信孝とは会えなかったが、後日に改めて面会すると信孝から「そのような使者を命じてはいない」と返答がある。また信孝から兼見にも「津田に（使者を）命じてないので不審で捕らえる」との手紙が来た。秀吉にもこの件で手紙を送るが「問題ない」と返書が来た。
作家桐野作人は津田は元々信長の馬廻りで兼見が光秀と親しかった反発の表れだと評する[3]。

## 兼見卿記
兼見が記した日記で、特に京の政治情勢に関して詳しく記されており、他にも北野大茶湯をはじめとする茶器・連歌などの文芸、天正大地震による若狭湾での大津波の記録など、織豊政権期の重要な資料の一つとされている。本能寺の変の起こった天正10年分だけ、以前の記述分が別本として存在しており、光秀との関わりのある件が書き直され銀子糾問の影響など様々に分析されている。

## 系譜
- 父：吉田兼右[4]
- 母：不詳
- 妻：佐竹蓮養房の娘[4]
  - 男子：吉田兼治[4]
- 猶子
  - 男子：萩原兼従（1588-1660） - 萩原家始祖。吉田兼治の子